# Вист, Антон
Антон Вист (нем. Anton Wiest, 1801 — 1835) — немецкий ботаник.

## Научная деятельность
Антон Вист специализировался на семенных растениях.

## Некоторые публикации
- Gustav Schübler, Anton Wiest. 1827. Untersuchungen über die pflanzen-geographischen Verhältnisse Deutschlands: eine Inaugural-Dissertation (Estudios sobre las condiciones geográficas de plantas en Alemania: una disertación inaugural). 40 pp.

## Почести
В его честь были названы роды растений Wiestia Sch.Bip. и Wiestia Boiss., а также виды растений Cyperus wiestii Steud. и Avena wiestii Steud.